# Polizeiruf 110: Vater Unser
Vater Unser ist ein Fernsehfilm aus der ARD-Krimireihe Polizeiruf 110. Der Film wurde vom BR unter der Regie von Bernd Schadewald produziert und am 22. August 2004 erstmals in der ARD als 258. Folge der Krimireihe ausgestrahlt. Es ist der zehnte Fall des Münchner Polizeiruf-Ermittlers Jürgen Tauber und der siebte Fall für seine Kollegin Jo „Josephine“ Obermaier.

## Handlung
Völlig unerwartet erhält Jürgen Tauber mehrere Kisten aus Uruguay zugestellt. Sie enthalten den Nachlass von Ferdinand Wittlich, eines NS-Kameraden von Taubers Vater Paul. Neben Nazi-Memorabilia findet Tauber darin ein Aquarell vom Walchensee sowie Briefe und eine Tonkassette seines Vaters Paul Tauber. An dem Bild hatten in den letzten Tagen mehrere Männer großes Interesse geäußert. Ein Mann, der sich mit „Schmitt“ vorstellt, hatte Tauber mehrfach deswegen bedrängt, weil er darauf einen Hinweis vermutet, wo im Walchensee ein Goldschatz der Nazis versteckt sein soll. Ebenso hatte der Anwalt Thiel den Kommissar bedrängt.
Taubers Schwester Eva zwingt ihn, sich mit der Vergangenheit ihres Vaters als Nazi und Wehrmachtsoffizier auseinanderzusetzen. Als junger Mann hatte Tauber deswegen mit seinem Vater gebrochen, war nicht einmal zu dessen Beerdigung erschienen.
Am späten Abend wird Tauber von Schmitt bedrängt, ihm das Bild zu verkaufen. Als dieser ihm zu zudringlich wird, wirft Tauber das Bild von einer Bahnbrücke, es bleibt an einem Oberleitungsträger hängen. Schmitt steckt Tauber daraufhin das Geld zu, das er ihm für das Bild geboten hatte. Tauber wird zornig und würgt Schmitt.
Am nächsten Morgen wird Schmitt tot an einem Bahngleis aufgefunden, anscheinend ist oder wurde er von der Bahnbrücke gestürzt. Im Hotelzimmer des Toten findet Tauber neben Unterlagen zum Walchensee ein Dossier „Tauber“ mit einem Bild, das Paul Tauber bei einer Erschießungsaktion zeigt.
Ums sich in die Lage seines Vaters zu versetzen, zieht Tauber dessen Wehrmachts-Uniform an – Obermaier holt ihn darin ins Präsidium, wo ihn zwei Zeugen wiederkennen, die seine Auseinandersetzung mit Schmitt gesehen haben.
Tauber entdeckt, dass der damalige Wehrmachtsoffizier Waller den Transport von Gold, Edelsteinen und Dokumenten durchgeführt hatte. Waller gibt Tauber gegenüber zu, Thiel beauftragt zu haben, das Bild zu erwerben. Dort sei der Ort des Schatzes unauffällig bezeichnet. Waller beabsichtige aber das Bild zu zerstören, damit auch die kompromittierenden Dokumente nicht gefunden würden.
Nachdem Obermaier herausfindet, dass Schmitt ein israelischer Journalist war, der über das Nazigold im Walchensee recherchiert hatte, wird die Tat als möglicherweise politisch eingestuft und einer anderen Ermittlungsgruppe übertragen. Gerade als Tauber seiner Schwester Eva das Bild gezeigt hat, das ihren Vater bei einer Erschießung zeigt, wird Tauber festgenommen und zur Vernehmung ins Polizeipräsidium gebracht. Am nächsten Tag beweist Obermaier, dass Tauber an Schmitts Tod nicht beteiligt gewesen sein konnte. Der Tod von Schmitt stellt sich denn auch schließlich als Unfall heraus.
Das Aquarell finden die zwei Bahnarbeiter, die vorher Zeugen gegen Tauber waren. Sie hängen es in ihrem Baucontainer auf, die Markierung (ein kleines Kreuz) versuchen sie vergeblich zu entfernen. Tauber und seine Schwester versenken die Kisten mit dem Wittlich-Nachlass im Walchensee.

## Hintergrund
Der Film wurde vom 16. September 2003 bis zum 20. Oktober 2003 in München gedreht.

## Kritik
Rainer Tittelbach von Tittelbach.tv schreibt anerkennend „Autor Christian Jeltsch hat einen außergewöhnlichen ‚Polizeiruf‘ geschrieben. ‚Das Verletzen der Spielregeln einer Krimi-Reihe ist immer reizvoll‘, findet der Grimme- und Fernsehpreis-Sieger. Es bereitet ihm sichtlich Vergnügen, die Kommissare sich in Familienangelegenheiten verstricken und den Zuschauer eine halbe Stunde auf die genreübliche Leiche warten zu lassen.“ Dennoch ist dieser Polizeiruf „ein thematisch wie formal dichter Krimi geworden, […] schauspielerisch intensiv und ohne großen inszenatorischen Schnickschnack inszeniert“.